# Bari Weiss
Bari Weiss (Pittsburg, Pensilvania; 25 de marzo de 1984) es una redactora y periodista estadounidense. De 2013 al 2017 fue editora de artículos de opinión en The Wall Street Journal, y de 2017 a 2020, fue redactora y escritora de artículos sobre cultura y política en The New York Times.

## Biografía
Bari Weiss nació en Pittsburgh, Pensilvania. Es hija de Lou (un vendedor de alfombras) y Amy Weiss (una compradora de maquillaje), y es la mayor de cuatro hermanas. Creció en el vecindario de Squirrel Hill y se graduó de la Community Day School de Pittsburgh y de la Shady Side Academy. Asistió a la sinagoga Tree of Life Synagogue, celebrando allí su bat mitzvah. Después de la secundaria, Weiss viajó a Israel en donde ayudó en la construcción de una clínica médica para beduinos en el desierto de Néguev y estudió en una yeshivá feminista y en la Universidad Hebrea de Jerusalén.
Weiss asistió a la Universidad de Columbia en la ciudad de Nueva York y se graduó en 2007. Fundó la Coalición de Columbia para Sudán en respuesta a la guerra de Darfur. Weiss fue fundadora y editora de 2005 a 2007 de The Current, una revista de Columbia sobre política, cultura y asuntos judíos.

## Carrera
En 2007, Weiss trabajó para Haaretz y The Forward. En Haaretz, criticó la promoción de la antropóloga de Barnard College Nadia Abu El-Haj por un libro que, según Weiss, caricaturizaba a arqueólogos israelíes. De 2011 a 2013, Weiss fue editora senior de noticias y política en la revista Tablet.

### 2013-2017:The Wall Street Journal
Weiss fue editora de reseñas de libros y artículos de opinión en The Wall Street Journal desde 2013 hasta abril de 2017. Ella se fue tras la partida del ganador del Premio Pulitzer y editor adjunto Bret Stephens, para quien había trabajado, y se unió a él en The New York Times.

### 2017-2020:The New York Times
En 2017, como parte de un esfuerzo de The New York Times para ampliar el rango ideológico de sus escritores de opinión después de la inauguración del presidente Trump, el periódico contrató a Weiss como editora del personal de opinión y escritora sobre cultura y política. Durante su primer año en el periódico, escribió artículos de opinión en los que abogaba por la mezcla de influencias culturales, lo cual fue ridiculizado y considerado como apropiación cultural por quienes ella denominó "la izquierda estridente". Criticó a los organizadores de la Marcha de las Mujeres de 2017 que protestaban contra la inauguración del presidente Trump por sus "ideas y asociaciones escalofriantes", en particular señalando a varias personas que creía que habían hecho declaraciones antisemitas o antisionistas en el pasado. Su artículo sobre la Dyke March de Chicago, en el cual afirmaba que la interseccionalidad es un "sistema de castas en el que las personas son juzgadas por cuánto ha sufrido su casta particular a lo largo de la historia", fue criticado por la dramaturga Eve Ensler, creadora de Los monólogos de la vagina, por malinterpretar el trabajo de la política interseccional. Otras fuentes condenaron el artículo por entender equivocadamente la definición de interseccionalidad.
El 15 de enero de 2018, Weiss escribió un artículo de opinión titulado "Aziz Ansari is Guilty. Of Not Being a Mind Reader" ("Aziz Ansari es culpable. De no ser un lector de mentes”) en respuesta a un artículo publicado en Babe.net donde una mujer anónima detalló una presunta agresión sexual por parte del comediante y actor Aziz Ansari . En el artículo, Weiss afirmó que la mujer anónima debería haber tomado más medidas para evitar el contacto sexual no deseado con Ansari y dijo que su experiencia fue simplemente "mal sexo". El artículo recibió críticas de varias fuentes que dijeron que Weiss ignoró las muchas realidades que enfrentan las mujeres en los encuentros sexuales no deseados e ignoró que en un momento del encuentro, la presunta víctima le pidió a Ansari que cesara el contacto.
En mayo de 2018, Weiss publicó "Meet the Renegades of the Intellectual Dark Web" ("Conoce a los renegados de la Web Oscura Intelectual"). El artículo describió a un grupo de pensadores que comparten un enfoque poco ortodoxo de sus áreas de profesión y del panorama de los medios de comunicación. Weiss los describió colectivamente como la Intelectual Dark Web, tomando prestado el término de Eric Weinstein, director gerente de Thiel Capital. Los medios han comentado y criticado esta etiqueta durante el 2020.
El 7 de junio de 2020, el editor del Times, James Bennet, dimitió luego de que más de 1.000 empleados firmaran una carta protestando por la publicación de un artículo de opinión del senador estadounidense Tom Cotton diciendo que ya que "los alborotadores han sumido muchas ciudades estadounidenses en la anarquía", se deben enviar soldados como respaldo para que la policía ponga fin a la violencia. Bennet declaró más tarde que no había leído el artículo antes de publicarse. Weiss describió la controversia interna como una "guerra civil" entre lo que ella llamó jóvenes "guerreros de la justicia social" y empleados mayores "defensores de la libertad de expresión". Esta descripción fue cuestionada por muchos periodistas y escritores de opinión del Times; Taylor Lorenz, una reportera que cubre la cultura de Internet, la describió como una "tergiversación deliberada" que ignoró a los numerosos empleados mayores que habían salido a hablar, mientras que Jamal Jordan, editor de narraciones digitales del Times, la criticó por no escuchar a sus colegas negros y minimizar sus preocupaciones al describirlas como una "guerra civil de justicieros sociales".

### 2020: dimisión delNew York Times
Weiss anunció su salida de The New York Times el 14 de julio de 2020, publicando una carta de renuncia en su sitio web en la que criticaba al Times por capitular ante las críticas en Twitter y por no apoyarla cuando fue intimidada por sus colegas. Weiss escribió que el consenso en el Times se había convertido en "que la verdad no es un proceso de descubrimiento colectivo, sino una ortodoxia ya conocida por unos pocos ilustrados cuyo trabajo es informar a todos los demás". Weiss acusó a su ex empleador de "discriminación ilegal, ambiente de trabajo hostil y despido constructivo".
En su carta, Weiss dijo: "Las historias se eligen y se cuentan de manera que satisfagan al público más reducido, en lugar de permitir que un público curioso lea sobre el mundo y luego saque sus propias conclusiones". También escribió: "Twitter no está en la cabecera de The New York Times, pero Twitter se ha convertido en su editor definitivo".
Su carta fue elogiada por los senadores estadounidenses Ted Cruz, Marco Rubio y Kelly Loeffler, Donald Trump Jr., el comentarista político Ben Shapiro, ex candidatos presidenciales demócratas Andrew Yang y Marianne Williamson, y el comentarista político Bill Maher. El 27 de octubre de 2020, Weiss apareció en el programa de entrevistas estadounidense The View para discutir la cultura de la cancelación, que ella llamó "incorrecta y profundamente antiestadounidense"; continuó, "Creo que nadie debería ser ahorcado o que su reputación se destruya o perder su trabajo por un error o por darle un 'me gusta' a un mal tuit".
En 2021, Weiss fundó Common Sense, el cual rebautizó The Free Press en 2022.

## Posiciones políticas
Weiss ha sido descrita como conservadora por Haaretz, The Times of Israel, The Daily Dot y Business Insider. En una entrevista con Joe Rogan se describió a sí misma como una "centrista de izquierda". Según The Washington Post, Weiss "se presenta a sí misma como una liberal incómoda con los excesos de la cultura de izquierda", y ha buscado "posicionarse como una liberal razonable preocupada de que las críticas de extrema izquierda sofoquen la libertad de expresión". Vanity Fair ha descrito a Weiss como "una provocadora". La Agencia Telegráfica Judía dijo que su escritura "no se presta fácilmente a las etiquetas".
Weiss ha expresado su apoyo a Israel y el sionismo. Cuando el escritor Andrew Sullivan la describió como una "sionista desquiciada", la escritora respondió diciendo que "felizmente me declaro culpable de los cargos". En 2018, dijo que creía en las acusaciones de agresión sexual contra el candidato a juez de la Corte Suprema Brett Kavanaugh, pero cuestionó si deberían declararlo no calificado para servir en la Corte Suprema porque tenía 17 años cuando presuntamente cometió la agresión contra Christine Blasey Ford. Después de una reacción violenta en la prensa, Weiss admitió que sus declaraciones fueron superficiales y simplistas, y en cambio dijo que el comportamiento lleno de ira de Kavanaugh ante el Comité Judicial del Senado debería haberlo descalificado. También en 2018, criticó el Movimiento #MeToo.
Después del tiroteo de la sinagoga Tree of Life en Squirrel Hill, Pittsburgh, Weiss fue invitada al programa de televisión Real Time with Bill Maher a principios de noviembre de 2018. Allí dijo sobre los judíos estadounidenses que apoyan al presidente Donald Trump: "Espero que esta semana los judíos estadounidenses se hayan dado cuenta del precio de ese trato: han negociado las políticas que les gustan por los valores que han sostenido al pueblo judío —y francamente, este país— para siempre: acoger al extranjero; dignidad para todos los seres humanos; igualdad ante la ley; respeto por la disidencia; amor a la verdad". En 2019, The Jerusalem Post nombró a Weiss como el séptimo judío más influyente del mundo.
En diciembre de 2023, Bari Weiss fue motivo de controversia cuando el escritor palestino Refaat Alareer (a quien Weiss habría atacado públicamente en numerosas ocasiones) fue asesinado por el ejécrito israelí junto a su hermana y sus sobrinos. Antes de morir, Alareer -que había recibido amenazas de muerte por parte de algunos seguidores de Weiss- escribió en cuenta de X (Twitter): "Si las bombas israelíes me matan o mi familia resulta herida, culpo a Bari Weiss. Muchos soldados israelíes maníacos que ya bombardean Gaza se toman en serio estas mentiras y difamaciones y actúan en consecuencia". En medio de la polémica, Weiss acudió a dar una charla a la Universidad de Texas donde fue abucheada por un grupo de estudiantes propalestinos.

## Libros
- Weiss, Bari (2019). How to Fight Anti-Semitism. Crown. ISBN 9780593136058.
- Weiss, Bari (2020). The New Seven Dirty Words.

## Premios
- 2018: Premio Bastiat de la Reason Foundation a la escritura que "mejor demuestra la importancia de la libertad con originalidad, agudeza y elocuencia".[11]
- 2019: Premio National Jewish Book Award por su libro How to Fight Anti-Semitism.[64][65]

## Vida privada
Mientras asistía a la Universidad de Columbia, tuvo una relación intermitente con la comediante Kate McKinnon. También salió con el inventor Ariel Beery, con quien había cofundado Columbians for Academic Freedom. De 2013 a 2016, Weiss estuvo casada con el ingeniero ambiental Jason Kass, fundador de Toilets for People (en español: Baños para la gente), una empresa que diseña y fabrica inodoros de compostaje autónomos sin agua. Weiss prefiere no etiquetar su orientación sexual, pero ha declarado que se siente atraída principalmente por mujeres, aunque estuvo casada con un hombre. Desde 2018, Weiss ha estado en una relación con Nellie Bowles, reportera de tecnología de The New York Times.